# 2018年华盛顿老兵节阅兵典礼计划

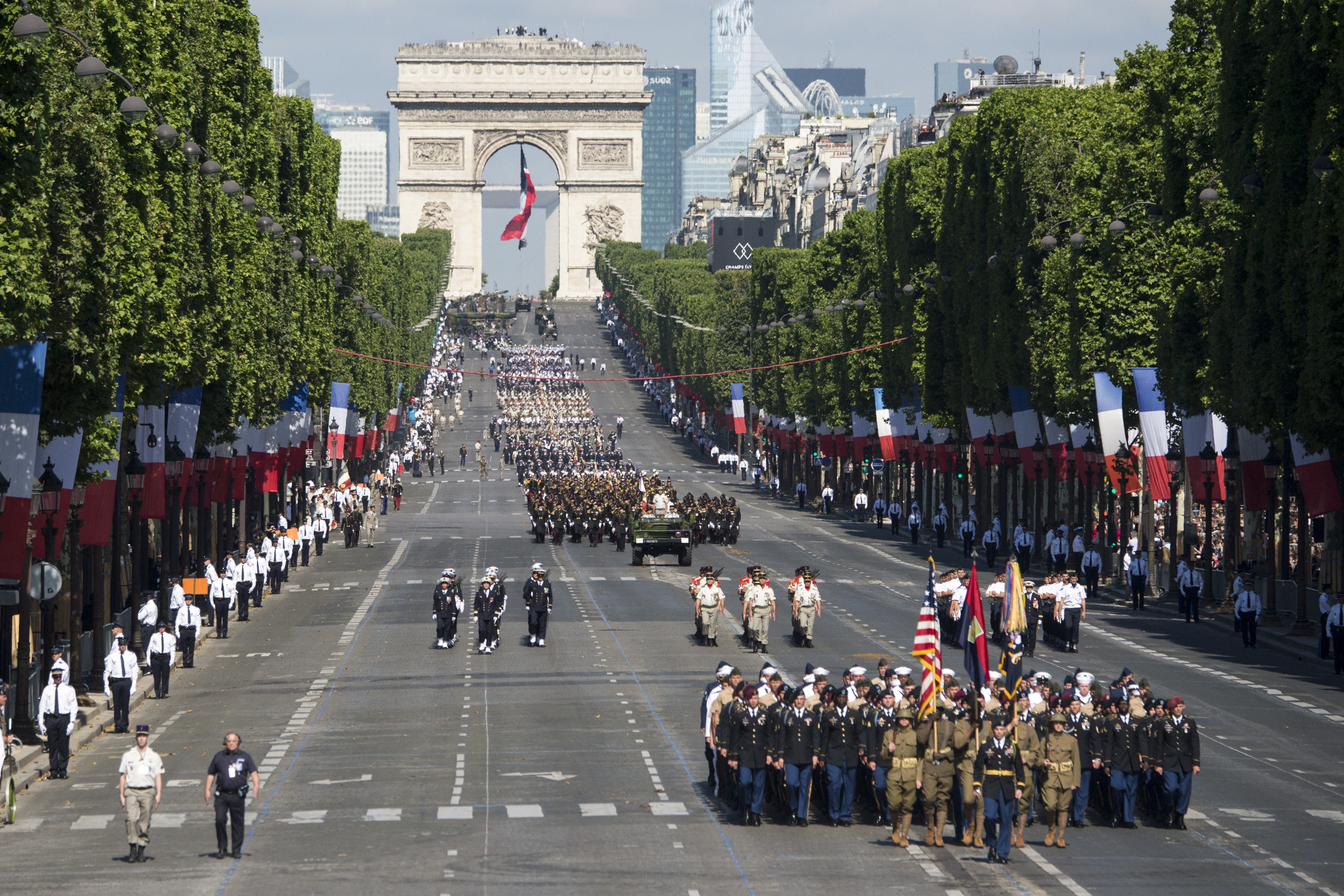
美国计划举行此次阅兵的灵感部分源于特朗普参加的2017年巴士底日閱兵

2018年华盛顿老兵节阅兵典礼（俗称特朗普阅兵）是原定于2018年11月10日在华盛顿特区举行的阅兵，以纪念11月11日的老兵节。2018年8月16日，特朗普宣布阅兵将推迟至2019年，随后又宣布取消2018年的阅兵，理由是阅兵预计成本高昂，并将责任归咎于华盛顿特区的市政官员。

## 背景
原定此次阅兵将涵盖陆军、海军、空军、海军陆战队和海岸警卫队等五大军种，其他部队也将身着代表美国军事史早期时期的军装。约瑟夫·邓福德将军的一份备忘录报告称，阅兵式将重点关注历史战役和冲突，例如美国独立战争和1812年战争。预计有5000至7000名军人参加阅兵，阅兵式将从美国国会大厦开始，至白宫结束。阅兵式还将重点关注女性在军队中的进步，并强调自由的代价。阅兵将使用100辆轮式车辆而非坦克，并在阅兵结束时加入由50架飞机组成的重型空中部队。美国总统唐纳德·特朗普将被安排在检阅区检阅，并与英雄代表同坐。荣誉勋章获得者将与总统一起检阅游行队伍，并参加游行。
此次阅兵原定于第一次世界大战结束100周年之际举行，亦原本是自1991年以来，美国首都首次举行由美国武装部队现役和预备役部队以及退伍军人组织参与的大规模阅兵，也是多年来首次在老兵节举行的全国性阅兵。美国总统唐纳德·特朗普曾于2017年出席巴黎香榭丽舍大街的巴士底日阅兵，并对其表示钦佩，因此要求举行此次阅兵。

### 取消
2018年8月17日，美国总统唐纳德·特朗普表示，由于9200万美元的“荒谬”成本，决定取消阅兵。他在Twitter上将造价过高归咎于当地政客，并建议在2019年再举办一次阅兵，并在推文结尾写道：“也许明年等成本大幅下降时，我们会在华盛顿做点什么。现在我们可以再买一些喷气式战斗机了！”
尽管特朗普发表了上述言论，但预算主管米克·马尔瓦尼声称取消该计划不仅仅是因为成本原因。
阅兵取消后，特朗普确认他将在11月11日“前往巴黎参加阅兵”，以纪念当地举行的第一次世界大战结束周年纪念活动。

## 成本
2018年初，五角大楼一位官员估计阅兵的成本在300万美元至5000万美元之间。另一种估计是成本接近9200万美元，其中至少5000万美元用于支付五角大楼的飞机、设备、人员和其他支持费用。国防部长詹姆斯·马蒂斯对这一数字表示反驳，表示“我不会对这个数字（9200万美元）做出任何回应。”9200万美元的估算将由国防部和国土安全部分担，两部门将分别出资5000万美元和4200万美元。
另外，华盛顿特区官员估计，与阅兵相关的费用将达到2160万美元，预计将由联邦政府报销。华盛顿特区市长穆丽尔·鲍泽报告称，其中1300万美元将用于支付警察费用。

## 对阅兵计划的观点

### 支持
2017年2月，支持阅兵的议员寥寥无几。佐治亚州共和党参议员庞德伟告诉记者：“他是美国总统。我个人不太愿意这么做。但他毕竟是总统。”南卡罗来纳州共和党参议员林赛·格雷厄姆表示，如果阅兵是为了纪念军队本身，而不是为了“……苏联式的硬件展示”，他支持阅兵。
一个致力于维护退伍军人权益的组织AMVETS认为，此次游行可能会激励更多美国人加入武装部队。

### 反对
其他政界人士公开反对阅兵。华盛顿州民主党众议员亚当·史密斯和众议院军事委员会成员发表声明，强调“像这样的军事阅兵——过度聚焦于个人——是威权主义的做法，而非民主国家的做法。”路易斯安那州共和党参议员約翰·尼利·甘迺迪在公开反对拟议的阅兵时告诉记者：“我们不是朝鲜，我们不是俄罗斯，我们也不是中国，我们也不想成为中国。”
前海豹突击队员罗伯特·奥尼尔于2018年2月在Twitter上表示，任何军事阅兵都将是“……第三世界的胡说八道”。其他退伍军人也表达了同样的看法，呼吁将阅兵开支用于住房、就业和心理健康照护，以便更好地支持部队。一位阿富汗战争老兵强调，在一场持续了19年的战争（按2020年计算）仍在进行时举行庆祝阅兵似乎是不合理的。